# Famennien
| Systeem                                 | Serie         | Etage       | Ouderdom (Ma) |
| --------------------------------------- | ------------- | ----------- | ------------- |
| Carboon                                 | Mississippien | Tournaisien | jonger        |
| Devoon                                  | Boven         | Famennien   | 358,9–372,2   |
| Devoon                                  | Boven         | Frasnien    | 372,2–382,7   |
| Devoon                                  | Midden        | Givetien    | 382,7–387,7   |
| Devoon                                  | Midden        | Eifelien    | 387,7–393,3   |
| Devoon                                  | Onder         | Emsien      | 393,3–407,6   |
| Devoon                                  | Onder         | Pragien     | 407,6–410,8   |
| Devoon                                  | Onder         | Lochkovien  | 410,8–419,2   |
| Siluur                                  | Pridoli       | Pridoli     | ouder         |
| Indeling van het Devoon volgens de ICS. |               |             |               |

Het Famennien (Vlaanderen: Famenniaan) is de bovenste etage van het Boven-Devoon, met een ouderdom van 372,2 ± 1,6 tot 358,9 ± 0,4 Ma. Onder het Famennien ligt het Frasnien en op het Famennien komt het Tournaisien, de onderste etage in het Carboon. Veel gesteente uit de Eifel en de Ardennen is afkomstig uit het Famennien.

## Naamgeving
De naam Famennien werd in 1855 door de Belgische geoloog André Hubert Dumont aan de etage gegeven en komt van de Oost-Belgische streek de Famenne. Dumont gaf aan dat deze "Condruzische" eenheid in het Boven-Devoon van België uit voornamelijk zandsteen en schalie bestaat. In het bovenste deel domineert de zandsteen (Groep van de Condroz) terwijl het onderste deel rijker is aan schalie (Groep van de Famenne).

## Definitie
De basis van het Famennien wordt gedefinieerd door de extinctie (Boven Kellwasser event) van de conodonten Ancyrodella en Ozarkodina en goniatieten Gephuroceratidae en Beloceratidae. De top wordt gedefinieerd door het eerste voorkomen van de conodont Siphonodella sulcata. De GSSP van het Famennien bevindt zich in de Courniac-groeve bij Cessenon (departement Hérault, Frankrijk).